# Ghost Horror House – The Leroux Spirit Massacre
Ghost Horror House – The Leroux Spirit Massacre (Originaltitel: American Horror House) ist ein US-amerikanischer Horrorfilm aus dem Jahr 2012. Regie führt Darin Scott, das Drehbuch schrieb Anthony C. Ferrante.

## Handlung
Nachdem ihr eigentliches Verbindungshaus abgebrannt ist, wohnt die Studentinnenverbindung Kappa in dem Haus von Miss Margot. In diesem Haus gehen merkwürdige Dinge vor sich. Das müssen auch die Verbindungs-Novizinnen bald feststellen. Es ist die Halloween-Party der Verbindung und die Neulinge müssen – wie in US-Universitäts-Bruderschaften/Schwesternschaften üblich – verschiedene Aufgaben bewältigen. Der Gruppe junger Studentinnen ist anfänglich nicht klar, ob das, was ihnen dabei zustößt, das Werk ihrer Verbindungsschwestern ist, oder ob in dem Haus tatsächlich übernatürliche Dinge vor sich gehen.
Bereits vor dieser Nacht sind im Umfeld des Hauses immer wieder Leute verschwunden, inkl. der Studentin Marylin Scott. Der ermittelnde Privatdetektiv Reginald Armond, ist – ähnlich wie die jungen Studentinnen – ziemlich schnell damit konfrontiert, dass im Haus von Miss Margot etwas nicht stimmt. Er erfährt allerdings weder von der Vermieterin noch von den Studentinnen eine nennenswerte Unterstützung bei seiner Suche nach Marylin Scott.
Auf der Halloween-Party sterben bzw. verschwinden nach und nach mehrere Personen. Als die Verbindungs-Novizinnen Daria und Sarah verstehen, was da passiert, glauben ihnen die verbliebenen und größtenteils betrunkenen Studenten auf der Party natürlich nicht. Der Geist der Geigenlehrerin Miss Pena offenbart Daria die Geheimnisse des Hauses und Daria und ihre Freunde kämpfen von da an um ihr Überleben und darum, die Seelen der Getöteten zu befreien.

## Rezeption
Der Filmdienst meint Ghost Horror House sei eine „öde, billig heruntergekurbelte Mischung aus Halloween-Massaker und prüder Studenten-Erotik“. Die US-amerikanische Pay-TV-Version sei „deutlich entschärft“ worden.